# عزت
عزت، روستایی از توابع بخش مرکزی شهرستان نوشهر در استان مازندران در ایران است.

## جمعیت
این روستا در دهستان کالج قرار دارد و براساس سرشماری مرکز آمار ایران در سال ۱۳۸۵، جمعیت آن ۷۲۹ نفر (۱۷۹خانوار) بوده است. مردم عزت از قومیت طبری هستند. مردم عزت به زبان طبری با گویش کجوری سخن می‌گویند.